# Лакавица (река в Северна Македония)
Лакавица или още Лакавичка река и Локоица (на македонска литературна норма: Лакавичка Река, Лакајчка Река) е река в Северна Македония, между планините Буковик, Сува гора и Челоица, десен приток на река Вардар с обща дължина 20.5 km. Извира на 1380 m надморска височина в планината Буковик. Преминава през село Лакавица и се влива в река Вардар на 515 m надморска височина, близо до Гостивар, между града и селата Мало Турчане и Балин дол. Водосборният ѝ басен е с площ 220 km²
Притоци:
- Симничка река
- Сретковска река
- Бигорска река
- Падалишка река
- Железна река
- Търновска река